# Fähre (Zwilipp)
Fähre ist ein ehemaliger Wohnplatz (Wüstung), heute im Gebiet der Woiwodschaft Westpommern in Polen gelegen.
Die Wüstung liegt in Hinterpommern, etwa 110 Kilometer nordöstlich von Stettin. Sie liegt am rechten Ufer des Flusses Persante, etwa zwei Kilometer östlich des Dorfes Świelubie (Zwilipp). Gegenüber, am linken Ufer der Persante, liegt, gleichfalls wüst, der früher zu Peterfitz gehörende gleichnamige Wohnplatz Fähre. 
Nach dem Heimatforscher Manfred Vollack soll eine Erwähnung einer Brücke im Zuge der alten Salzstraße aus dem Jahre 1159 auf diese Stelle zu beziehen sein. 
In Ludwig Wilhelm Brüggemanns Ausführlicher Beschreibung des gegenwärtigen Zustandes des Königlich-Preußischen Herzogtums Vor- und Hinterpommern (1784) ist erwähnt, dass hier über die Persante „die Poststraße von Colberg nach Cörlin vermittelst der sogenannten Fährbrücke führet“. An der Brücke lagen damals zwei Fährkrüge, welche, wie auch das Dorf Zwilipp, zum Amt Kolberg gehörten. Hier wurde auch der sogenannte Fährzoll vereinnahmt.
Im Jahre 1806 ließ der Kommandant der Festung Kolberg, Oberst Ludwig Moritz von Lucadou, bei der Annäherung französischer Truppen die Brücke zerstören. Das Fehlen der Brücke beklagte Heinrich Berghaus im Landbuch des Herzogtums Pommern und des Fürstentums Rügen (1867) mit deutlichen Worten: Er bedauert, „dass man sich, trotz des dringendsten Bedürfnisses, nicht bewogen gefunden hat, die Brücke wieder aufzubauen, und sind daher durch den 7 Meilen langen Lauf der Persante von Körlin bis Kolberg zeitweise beide Ufer gänzlich voneinander getrennt, (...) da bei irgend höherm Wasserstande die vorhandenen zwei Fähren ganz impraktikabel sind.“
Als schließlich im Jahre 1882 etwa 1 Kilometer flussaufwärts eine Straßenbrücke über die Persante gebaut wurde, ging der Fährbetrieb ein. Auf dem amtlichen Messtischblatt mit Stand 1940 ist an dieser Stelle dann, anders als auf früheren Bearbeitungen des Messtischblatts, freilich eine Personenfähre eingetragen. 
In Fähre wurden im Jahre 1816 8 Einwohner gezählt, im Jahre 1895 19 Einwohner und im Jahre 1905 22 Einwohner. 
Bis 1945 bildete Fähre einen Wohnplatz in der Gemeinde Zwilipp und gehörte mit dieser zum Kreis Kolberg-Körlin.
Nach 1945 kam der Wohnplatz, wie ganz Hinterpommern, an Polen. Heute liegt der Ort wüst. Die Wüstung liegt im Gebiet der polnischen Gmina Dygowo (Landgemeinde Degow).